# Hawksbury
Hawksbury, est connu comme une  « Cherry Farm » (parfois dénommée de façon erronée comme « Evansdale »)  et est située dans l’Île du Sud de la Nouvelle-Zélande.

## Situation
C’est une petite zone résidentielle et industrielle, localisée à côté de la State Highway 1/S H 1 entre les villes de Dunedin et Waikouaiti.

## L’hôpital «Cherry Farm»
Cherry Farm Hospital, est un établissement hospitalier  psychiatrique desservant la région de Dunedin, ouvert en 1952 et où furent relocalisés les patients venant du Seacliff Lunatic Asylum (en) de la ville de Seacliff lors de sa fermeture.
L‘hôpital de Cherry Farm incarne l’atmosphère du village asilaire, dont il porte le nom et son  architecture particulière, contrastant avec les conditions âpres et rude de l’hôpital – forteresse que constituait le Seacliff hospital auquel il fait suite après la réforme de la psychiatrie en Nouvelle-Zélande.
Quand l’ancien hôpital ferma en 1992, ce fut la conséquence d’une réorganisation pour les trois groupes de patients qui restaient.
Alors qu’il était à son apogée, Cherry Farm abritait plusieurs centaines de patients, mais dans les dernières années, ce nombre avait chuté au-dessous de 400 patients.
Les patients psycho-gériatriques furent soient transférés dans une unité du hôpital de Wakari (en), ou dans des communautés de soins résidentiels.
Les personnes avec des troubles intellectuels furent déplacés vers de nouvelles modalités de vie dans les communautés constituées par une série de structures communautaires, dont l’une est la Hawksbury Community Living Trus.
Les patients de psychiatrie adulte en général furent, soit transférés vers de nouveaux services au Wakari Hospital, ou adressés dans des structures adaptées de la communauté.
La fermeture de Cherry Farm Hospital fut un élément clé dans la politique des gouvernements successifs pour réaliser la  désinstitutionalisation de la psychiatrie en Nouvelle-Zélande.
Ce processus fut complet dans tout le pays en octobre 2006 avec la fermeture du Centre de Kimberley, au niveau de la ville de Levin dans l’Île du Nord, qui était la dernière grande institution de ce type.
L’un de ces projets de  restructuration fut le  Hawksbury Community Living Trust , qui selon son site web fut initialement mis en place en 1992 pour fournir une structure résidentielle de qualité pour des personnes avec des troubles déficitaires intellectuels.
Le service ouvrit ses premières maisons dans Dunedin en avril 1992 et a depuis ouvert dix autres maisons dans les villes de Dunedin et Christchurch.

## Hawksbury aujourd’hui
Hawksbury a un réseau en boucle, formé de rues incurvées selon le plan typique d’après guerre.
Il y a un certain nombre de petites constructions résidentielles constituant l’hôpital résidentiel conçu comme des villas : certaines ayant été converties et modernisées sous forme de maisons particulières et de nombreuses autres ayant été démolies.
Il y avait aussi des magasins, un bureau de poste, une bibliothèque et une école, le tout étant actuellement inutilisé.
L’ancienne chapelle de l’hôpital est utilisée régulièrement par un groupe chrétien.
On voit au-dessus une image intitulée « Bâtiment de l’ancien hôpital en 2008 », et qui est le siège de la création jugé stupide par certains, d’un musée expliquant l’histoire de la création selon les chrétiens !
Une galerie marchande  et les immeubles de logement avaient été développés tout comme les maisons en location à bas prix.
Moana Gow Pool, est une piscine, qui est ce qui reste de l’hôpital, desservant les zones alentour de Waikouaiti, Karitane et Blueskin Bay (en).
(Elle ne doit pas être confondue avec la piscine olympique située dans Dunedin, qui porte le même nom).
La principale entreprise d’Hawksbury est l’usine de fabrication de fromage Evansdale Cheese (en) qui constitue l’attraction locale pour les personnes de passage, et le magasin, qui fut relocalisé ici à partir de la ville d’Evansdale, quand on déplaça les anciens locaux.
Il y a un club local de karaté  et de kyokushin, qui  fonctionnent au niveau de Hawskbury Hall avec des membres venant du secteur autour de Waikouaiti, mais aussi de Palmerston, Karitane et Macraes.

## Toponymie
Le nom de Hawksbury, souvent mal orthographié en Hawkesbury, était en ancien anglais, le nom pour une installation située à Waikouaiti, et qui est toujours appliqué pour le lagon d’Hawksbury Lagoon  avec plusieurs activités locales.
Les promoteurs d’Hawksbury ont probablement changé le nom de Cherry Farm  à cause du stigmate social, qui était attaché à l’hôpital psychiatrique.
Les associations de soins de santé mentale de la région ont maintenu le nom de Hawksbury Community Living Trust.
La principale fabrique de fromage, dont la signalisation parfois mène à Hawksbury étant de façon erronée signalée comme Evansdale.
La ferme de Matanaka, qui est proche, contient les bâtiments de ferme les plus anciens de Nouvelle-Zélande, qui furent implantés à cet endroit par les premiers colons, amenés ici par le chasseur de baleine australien Johnny Jones en 1840.
La ferme Cherry est dénommée d’après le Capitaine Cherry, le patron de l’un des bateaux de Jones.